# Korva Coleman
Korva Coleman ist eine US-amerikanische Hörfunk-Journalistin des öffentlichen Senders National Public Radio (NPR). Als Newscaster schreibt, produziert und präsentiert sie Nachrichtenbeiträge für die landesweit ausgestrahlten Programme Morning Edition, All Things Considered und Weekend Edition.

## Leben
Coleman stammt aus Phoenix (Arizona). 1983 wurde sie für den Outstanding Young Women of America-Preis nominiert. Sie erwarb 1989 einen B.A.-Abschluss der Howard University. Nachdem sie zunächst begonnen hatte, Rechtswissenschaft am Law Center der Georgetown University zu studieren (1989–1990), intensivierte sie ihre journalistische Arbeit bei regionalen Radiostationen (Tucson, Phoenix, Washington, D.C.). Weitere journalistische Erfahrung sammelte sie als Reporterin und Copy Editor bei der Washington Afro-American Newspaper. 2006 wurde sie in einem Buch über die 40 wichtigsten Stimmen des öffentlichen Rundfunks in den USA vorgestellt.
Seit 2013 werden jährlich die mit 1000 US-Dollar honorierten Korva Coleman Excellence Awards für Nachwuchs-Medienproduktionen vergeben. Der Preis ist angesiedelt an SPOT 127, dem Jugendmedienzentrum von KJZZ, einem Rundfunksender aus Colemans Heimatstadt Phoenix.